# Nová Atlantis
Nová Atlantis je nedokončené utopické dílo Francise Bacona vydané posmrtně roku 1626. Bacon zde popisuje svůj ideál státního zřízení a některé aspekty takového státu. Zejména se zde věnuje vědě, rodině a částečně náboženství.
Příběh je vyprávěn v první osobě, identita vypravěče však není blíže určena.

## České a slovenské vydání
Nová Atlantis, Praha: Rovnost, 1952
Nová Atlantida a Eseje. Praha: Mladá fronta, 1980
Nová Atlantída. Bratislava: Vydavateľstvo Spolku slovenských spisovateľov, 2008

## Obsah díla
Vypravěč popisuje cestu lodí z Peru směrem na západ. Cílem cesty měla být Asie, jenže dlouho vál západní vítr, který neumožnil dostatečně rychlou cestu a poté vítr jižní, který loď zahnal z kurzu na sever. Posádce došly zásoby a začala se smiřovat se smrtí, ale naštěstí si všimli ostrovů, které považovali za opuštěné, ale když připluli blíže, všimli si města a chtěli u něj zakotvit. Od zakotvení je však odradili obyvatelé ostrova, kteří jim máváním naznačili, aby nevstupovali na břeh.
Následně z ostrova vyplul k lodi člun, jehož posádka jim předala listinu, které v několika jazycích zakazovala vstup na ostrov, a vybízel k tomu, aby na papír vypsali své potřeby a předali jej člověku, který jej vzal s sebou zpátky na ostrov.
O tři hodiny později byl z ostrova vyslán úředník, který je poté co posádka odpřisáhla, že nejsou piráti, a že během posledních čtyřiceti dnů neprolili krev, ujistil, že jim následujícího dne bude umožněno vstoupit na pevninu, kde budou ubytováni v Domě pro cizince.

### Na ostrově
Následujícího rána začal přesun všech 51 členů posádky do domu pro cizince. Dům byl dostatečně velký, aby tam mohli být ubytováni v pokojích po dvou a nemocní byli ubytováni zvlášť v jizbách.
Všem bylo zakázáno na tři dny opouštět komnaty, a bylo jim zde ponecháno šest lidí, kteří se během této doby starali o jejich potřeby.
Po uplynutí třídenní lhůty k nim přišel křesťanský kněz, který byl správcem Domu pro cizince. Ten je informoval, že mají povoleno na ostrově zůstat šest týdnů a případně pobyt ještě prodloužit. Nabídl jim také výměnu zboží, které přivezli za zboží z ostrova nebo jeho odkoupení za stříbro a zlato a pak jim oznámil, že se nesmějí vzdalovat více než kilometr a půl za městské hradby.

### O křesťanství ostrovanů
Dva dny po první návštěvě přišel zase správce Domu pro cizince a nabídl, že cestovatelům zodpoví některé jejich otázky. Ti se nejvíce zajímali o to, jak se zde na ostrov, který je zbytku světa neznámý, dostalo křesťanství.
Jejich hostitel jim s radostí začal vyprávět, jak se přibližně 20 let po smrti Krista objevil v moři poblíž ostrova záhadný sloup světla, ke kterému se vydali lidé na lodích, ale záhadná neviditelná bariéra nechtěla nikoho pustit přímo k němu. Až jednoho člověka ze společnosti Šalamounova domu, což je něco jako vědecká společnost, napadlo pomodlit se, což mu umožnilo veplout do středu sloupce světla. Tam nalezl bednu, ve které byla bible se všemi kanonickými knihami starého i nového zákona a list, jehož pisatel se představil jako Bartoloměj a dále psal, že byl povolán andělem, aby truhlici poslal po vodě.
Tuto bibli nalezenou v truhlici dokázali číst lidé všech různých národů a jazyků, co na ostrově žili.

### O utajení ostrova
Následující den byli cestovatelé opět navštíveni jejich hostitelem a opět se jej mohli na něco zeptat. Tentokrát se zajímali o to, kde se na ostrově vzalo tolik různých národností, když zbytek světa o existenci ostrova vůbec neví.
Důvodem má být to, že před třemi tisíci let mělo být mořeplavectví daleko rozšířenější a ostrov tehdy udržoval obchodní vztahy se zbytkem světa a především s Amerikou, kterou sám správce Domu pro cizince nazývá Velkou Atlantidou.
Tato Velká Atlantida měla vyslat dvě válečné výpravy, jednu do Evropy a jednu k tomuto ostrovu, oboje však skončily neúspěchem.
Další katastrofou pro Velkou Atlantidu byla potopa, která vyhnala obyvatele na mnoho let do hor, čímž přerušila a zvrátila vývoj na celém kontinentu, což způsobilo přerušení kontakt se zbytkem světa a celkový úpadek námořnictví. Díky tomu přestaly k ostrovu připlouvat cizí lodě.
Dalším důvodem izolovanosti ostrova je to, že dávný vládce ostrova zvaný Solamon zjistil, že ostrov je soběstačný a prosperuje a cizí vlivy nepotřebuje, ty by jej mohly ohrozit. Proto přerušil kontakt se zbytkem světa. Problém cizinců připlouvajících k ostrovu vyřešil tak, že jim na ostrově zařídil tak dobré podmínky k životu, že nikdo nechtěl odplout pryč. Díky tomu za celá století z ostrova odplulo dohromady jen zhruba 15 lidí.
Vládce však nechtěl, aby svým zákazem plaveb k jiným zemím znemožnil získávání nových informací a objevů a tak založil společnost zvanou Šalamounův dům. Ta, kromě jiného, měla za úkol každých 12 let vyslat tři lodě do různých částí světa a na jejich palubě členy Šalamounova domu, kteří pak měli za úkol sbírat poznatky a vzorky, dokud si pro ně nepřiplula další loď s lidmi, kteří je v jejich úkolu vystřídali.

### Rodinná slavnost
Dva z cizinců byli během svého pobytu na ostrově pozváni na tzv. rodinnou slavnost. Jedná se o slavnost, která je pořádaná z prostředků státu každému, kdo dal život nejméně 30 potomkům starším tří let.
Při této příležitosti je sezvána celá rodina a dva dny v přítomnosti správce města probírají problémy rodiny a otec, kterého nazývají Tirsan, rozhoduje o řešení těchto problémů. Správce města je zde od toho, aby zajistil výkon Tirsanových rozhodnutí.
Následující den je Tirsanovi předána listina od krále, dávající mu zvláštní privilegia a zprošťující ho některých povinností. Poté následuje slavnostní oběd a zpěv písní.
Vypravěč později tuto slavnost vychvaluje před jedním obyvatelem ostrova, se kterým se seznámil. Ten mu přikývl a sdělil mu, že zdejší lidé se diví evropským volným mravům a podotýká, že zde je plno skvělých zákonů, které ošetřují oblast manželství, aby se předešlo neřestem. Ty jsou však zdejším lidem cizí, neboť jsou prý důsledkem nedostatečné sebeúcty.

### Šalamounův dům
Do města přijel jeden z Otců Šalamounova domu, což je velmi významná osoba, které všichni lidé prokazují náležitou úctu. Při příležitosti jeho příjezdu byl uspořádán slavnostní průvod.
Tři dny po příjezdu Otce byli cizinci pozváni na osobní setkání s ním a udělil jim požehnání. Poté, co jim bylo uděleno požehnání, opustili všichni až na vypravěče a Otce místnost a ten poté popisoval vypravěči záležitosti Šalamounova domu.
Nejprve podává široký výčet různých oborů výzkumu, jimž se lidé Šalamounova domu věnují spolu s některými jejich objevy.
Pak popisuje úkoly, jež jsou jim ukládány. Dvanáct jich odplouvá do cizích zemí na výzvědy pod rouškou cizích národů, aby jejich ostrov nebyl prozrazen. Tito přivážejí zpátky na ostrov knihy a návody na uskutečnění různých pokusů.
Dále mají vyčleněné osoby pro zapisování pokusů, které jsou v knihách, shromažďování pokusů z mechaniky, shromažďování pokusů, jež považují za výhodné, zamýšlení se nad pokusy atd.
Co se týče publikace objevů, o tom se rozhodují společně a pak zveřejní pouze ty objevy, ze kterých neplyne nebezpečí pro společnost, a přísahají, že neprozradí ty, které uznali za nevhodné.
Také mají dvě rozsáhlé místnosti. Jednu s vynálezy a objevy a druhou se sochami vynálezců, objevitelů a vědců. Těmto pak zpívají a pořádají obřady.
Dále také navštěvují různá města a místa na ostrově, kde využívají svých znalostí ku pomoci lidem.
Po tom, co toto vyložil, požehnal Otec vypravěči a dovolil mu o tom vyprávět po návratu do své země a ještě nechal celé posádce vyplatit odměnu ve výši dvou tisíc dukátů.